# 萨洛夫拉尔
萨洛夫拉尔，是西班牙卡斯蒂利亚-莱昂阿维拉省的一个市镇。 总面积8km2, 总人口127人（2001年），人口密度16人/km2。